# Sadayoshia edwardsii
Sadayoshia edwardsii is een tienpotigensoort uit de familie van de Munididae. De wetenschappelijke naam van de soort is voor het eerst geldig gepubliceerd in 1884 door Miers.